# Calgary Flames
Calgary Flames je hokejaški klub iz Calgaryja u kanadskoj pokrajini Alberti.
Natječe se u NHL ligi od 1980./1981. godine, preuzevši franšizu od Atlanta Flamesa.
Domaće klizalište: 
- Scotiabank Saddledome

Klupske boje: bijela, crvena i zlatna

## Uspjesi
- Stanleyev kup 1989.
- President's Trophy 1987./1988., 1988./1989.

## Vanjske poveznice
Calgary Flames